# Barmer
Barmer – wieś w Anglii, w Norfolk. W 1931 wieś liczyła 39 mieszkańców. Barmer jest wspomniana w Domesday Book (1086) jako Benemara.